# Lonchura leucogastroides
Lonchura leucogastroides е вид птица от семейство Estrildidae.

## Разпространение
Видът е разпространен в Индонезия.